# Синђелићи (4. сезона)
Четврта сезона серије Синђелићи је емитована од 6. марта до 2. јула 2017. године и броји 70 епизода.

## Опис
Занимљиви и непредвидиви "Синђелићи" ће нам у новој сезони донети многа изненађења. Ова необична породица ће се суочити са новим изазовима! Лила и Сретен ће морати да нађу начин да се изборе са проблемима своје деце, али и својим. Ева и Методије ће заказати венчање, али да ли ће свадбе уопште бити? И Језда би да се жени! И таман кад помисле да ће све бити у реду, нови пар у породици је на помолу! Да сваки буде подједнако забаван, постараће се и луцкаста тетка Дени која се вратила из "белог света".
"Синђелићи" у најоткаченијим ситуацијама икада!
Бранка Пујић је заменила Снежану Богдановић у улози Лиле. Даница Максимовић се придружила главној постави на почетку сезоне. Лука Рацо, Драгана Мићаловић, Јелена Косара, Милош Кланшчек и Немања Павловић су унапређени у главну поставу на почетку сезоне. Даница Максимовић, Вучић Перовић, Бранкица Себастијановић и Милица Михајловић су напустили главну поставу на крају сезоне.

## Улоге

### Главне
- Воја Брајовић као Сретен Синђелић
- Бранка Пујић као Добрила Синђелић
- Борис Комненић као Јездимир Синђелић
- Даница Максимовић као Тетка Даница
- Горан Радаковић као Федор Ристић
- Милица Михајловић као Николина Ристић
- Вучић Перовић као Методије Синђелић
- Бранкица Себастијановић као Ева Стоименов
- Лука Рацо као Ненад Ристић
- Драгана Мићаловић као Касија Тркуља
- Јелена Косара као Тереза Стоименов
- Милош Кланшчек као Гојко Синђелић
- Немања Павловић као Коља Синђелић

### Епизодне
- Лука Цмиљанић као Петар Лазаревић
- Теодора Илић као Весна Лазаревић
- Павле Павићевић као Муса
- Марко Кизић као Вук
- Владимир Вучковић као Небојша Лазић
- Борис Пинговић као Коста
- Анета Томашевић као Јефимија Јевремовић
- Јелена Ракочевић као Ана
- Ђорђе Стојковић као Конобар Роки
- Предраг Смиљковић као Максим
- Милан Пајић као Гвозден Шкоро
- Тома Курузовић као Федор Ристић ст.
- Стефан Радоњић као Новак Милошевић
- Нина Нешковић као Елена Рогић
- Душан Момчиловић као Марко Матероци
- Александар Вучковић као Никола Матероци
- Марија Јовановић као Марија
- Милена Предић као Светлана Ристић
- Бане Јевтић као Данко Јевремовић
- Бранко Видаковић као Анђелија Јевремовић
- Иван Иванов као Миодраг

## Епизоде
| Бр. еп. (укупно) | Бр. еп. (у сезони) | Наслов                                   | Редитељ              | Сценариста      | Премијера       |
| --- | ------------------ | ---------------------------------------- | -------------------- | --------------- | --------------- |
| 90 | 1                  | "Како је то бити млад"                   | Владимир Лазић       | Марија Гојковић | 6. март 2017.   |
| Ева и Методије су сами у кући. Када се Лила и Сретен непланирано врате раније и затекну их у свом кревету, настаје хаос. Изненађењима никад краја, у породицу Синђелићи стиже Лилина тетка Дени, жена модерних схватања и необичног карактера. Лила и Сретен упадају у сукоб са Евом и Методијем и они одлучују да напусте кућу. Крећу у потрагу за станом, али то се чини много теже него што су мислили. Питање је да ли ће имати где да преспавају ноћ? У граду се појављује познати писац и још познатији заводник Вања, који треба да одржи креативну радионицу у школи намењену женама. Ствари између Николине и Федора се додатно закомпликују када Федор сазна да ће Николина изаћи са Вањом на вечеру. Он има план како да им то поквари, али то може скупо да га кошта. |                    |                                          |                      |                 |                 |
| 91 | 2                  | "У порно гнезду"                         | Владимир Лазић       | Марко Бацковић  | 7. март 2017.   |
| Сретен покушава да дође до Методија јер се каје због тешких речи које су пале између њих двојице. Језда не престаје са провокацијама на рачун новопридошлог члана породице, Лилине тетке Дени. Због Кољине нежне стране, Гојко покушава уз помоћ Федора и Сретена да од њега направи правог "мушкарца". Коља има проблем јер га малтретира друг из школе, клупко се полако одмотава и открива се да је и Сретен имао сличних проблема у детињству, да ли је сада спреман да му син буде жртва или да узме ствар у своје руке? Када виде где су Ева и Методије нашли стан, Сретен и Језда шизе. |                    |                                          |                      |                 |                 |
| 92 | 3                  | "Уцена"                                  | Владимир Лазић       | Марко Бацковић  | 8. март 2017.   |
| Сретен, Језда и Федор играју традиционалну утакмицу године против својих пријатеља, међутим, Сретеново здравствено стање ће натерати Језду и Федора да га одстране из екипе. Ристи је очајнички потребан новац како би одвео Касију на излет, па прихвата посао професора математике ученици нижег разреда која ће почети да га уцењује како би се приближила Методију у кога је заљубљена. Павле позива Терезу да наступи са својим бендом на његовој журци, што је њој права прилика да му се приближи. |                    |                                          |                      |                 |                 |
| 93 | 4                  | "Љубавни јади 2"                         | Владимир Лазић       | Марко Бацковић  | 9. март 2017.   |
| Федор и Језда и даље покушавају да убеде депримираног Сретена да је најбоље за њега да не учествује на утакмици. Павле се заљубљује у Еву, а Гојко је једини који ће покушати да то стави до знања Терези да не би била повређена. Сандра уцењује Ристу да јој намести састанак са Методијем у кога је заљубљена или ће га у противном оптужити за прељубу. |                    |                                          |                      |                 |                 |
| 94 | 5                  | "Ева запада за око инспектору"           | Владимир Лазић       | Марија Гојковић | 10. март 2017.  |
| Наизглед обичан дан у кафани поквариће долазак инспектора Аце, који од Сретена и језде тражи рачуноводствене књиге. Да невоља не иде сама схватиће Језда када угледа Јефимију и Косту заједно у кафани. Како би спасио ствар позива Јефимију на ручак. Ева и Касија упадају у сукоб са Методијем и Ристом. Тереза против Лилина воље ставља пирсинг како би се приближила Павлу. Језда изводи Јефимију на ручак који се претвара у ноћну мори и одлучује да се упише на необичан курс, на курс за заводнике. Како се инспектору допада Ева, Федор и Језда одлучују да мало "погурају" ствар између њих. Док Сретен покушава да се оправда Лили и објашњава како нису имали лоше намере према Еви, у кућу долази Аца који ће додатно закомпликовати ствар. |                    |                                          |                      |                 |                 |
| 95 | 6                  | "Ева се свети Методију"                  | Владимир Лазић       | Марија Гојковић | 13. март 2017.  |
| Вечера на којој је инспектор Аца протиче у непријатном изненађењу. Језда индиректно набацује инспектора Еви. Лила прети разводом уколико се понови слична ситуација. Језда одлучује да примени све технике које је научио на курсу и полази му за руком да освоји Јефимију. На корак су од тога да буду заједно. Ева је и даље љута, Аца јој је симпатичан и како би напакостила Методију, одлучује да изађе са њим. Методије је очајан. Тереза успева да превари Сретена како би се видела са Павлом. У Језди проради савест и све признаје Јефимији, која је разочарана, питање је да ли ће му икада опростити? Гојко открива истину оцу о Терезином изласку, који одлази да се увери сопственим очима. Сретен мисли да је Ева изашла са Ацом како би њима учинила и одлази да то спречи, али тамо ће га сачекати изненађење. |                    |                                          |                      |                 |                 |
| 96 | 7                  | "Часови јоге"                            | Небојша Радосављевић | Марко Бацковић  | 14. март 2017.  |
| Лила је на ивици живаца. Потребан јој је предах и одлучује да упише часове јоге, али...да ли ће јој успети? Језда трује Сретена да је то секта која организује масовно самоубиство што ће бити иницијална каписла да њих двојица заједно са Федором оду на планину и да спрече Николину и Лилу да то учине. Ева и Методије славе годишњицу везе, међутим, Риста је тај који ће све да поквари. У жељи да уведе ред у кућу, Сретен прави списак кућних послова којих сви морају да се придржавају не би ли отишли на одмор, али има оних који нису заинтересовани за одмор и који ће учинити све да минирају његов план. |                    |                                          |                      |                 |                 |
| 97 | 8                  | "Отмица Лиле и Николине"                 | Небојша Радосављевић | Марко Бацковић  | 15. март 2017.  |
| Риста краде мајмуна из зоо шопа у коме ради Шоне како би организовао савршено оригиналан Методијев поклон за годишњицу са Евом, али ствари ће кренути нежељеним током. Тереза је та која ради све кућне послове како би могла да иде са Павлом на море док Гојко их Гојко на све начине минира, али када сазна за Павлову превару ствари ће се променити. Сретен, Федор и Једа у току ноћи отимају своје жене из планинског одмаралишта како би их спречили да уз помоћ "јога секте" почине самоубиство. |                    |                                          |                      |                 |                 |
| 98 | 9                  | "Сексуално образовање"                   | Небојша Радосављевић | Марија Гојковић | 16. март 2017.  |
| Лила и Сретен откривају да Методије и Ева спавају сами у девојачкој соби. Настаје општи хаос, Сретен и Лила траже од њих да буду дискретнији. Језда је наручио покер апарат за кафану што се не допада Сретену. Николина је забринута за Ристину будућност, а Федор уз помоћ Косте покушава да сазна који факултет би одговарао Ристи. Гојков разред има први час сексуалног образовања, на коме први пут види кондом, што ће га узнемирити. Риста изражава жељу да буде пилот. Федор је пресрећан, а Николина се распитала о школи коју ће Риста похађати у иностранству, нажалост она пуно кошта. Срећом, Риста има рачун у банци, а новца нема, а Николина то још увек не зна. Гојко испробава кондом, који баца у ве-це шољу, што ће сутрадан изазвати запушење. Како су за то Лила и Сретен оптужили Еву и Методије, настаје сукоб и они размишљају о пресељењу у Нови Сад. Федор одлучује да прода радионицу. Инспектор Аца открива да зна технику добијања на апаратима. Да ли је можда то спас за Федора? |                    |                                          |                      |                 |                 |
| 99 | 10                 | "Гојков први сусрет са презервативом"    | Небојша Радосављевић | Марија Гојковић | 17. март 2017.  |
| Методије открива да је Гојко бацио кондом и натера га да то каже родитељима. Сатеран у ћошак, Гојко признаје да је очајан јер мисли да му је "мали". Не размишљајући о последицама Лила прокоментарише величину од бившег мужа што ће унети немир у Сретенов живот. Федор и Језда имају план да убеде Ацу да им покаже своју теорију. Развој догађаја им иде у корист. Аца пристаје да оде са њима у казино како би освојили новац за Ристину школу. Ева и Методије одлучују да се преселе у Нови Сад, што изазива још један потрес у породици Синђелић. Одлазак у казино је угасио сваку наду јер ствари нису ишле по плану. Федор, потпуно сломљен, признаје сину истину. Ристина реакција ће бити потпуно неочекивана за Федора, али и за Николину. Дошао је тренутак одласка, Ева се спаковала, али Методије ипак није сигуран у своју одлуку. Хоће ли љубав победити или ће Ева ипак отићи сама? Јутро ће донети још једно изненађење, незвани гост по имену Ана ће боравити неко време у породици.          |                    |                                          |                      |                 |                 |
| 100 | 11                 | "Методије планира просидбу"              | Небојша Радосављевић | Марко Бацковић  | 20. март 2017.  |
| У кућу Синђелића стиже нови укућанин...Породици пристиже Ана, Лилина сестричина из првог брака која ће ускоро унети раздор у породици на свим нивоима. Тереза на све начине покушава да смува Павла, али овога пута ће отићи корак даље и понудити му решења тестова које Лила прегледа. Ева је отишла. Методије кује план да оде код ње у Нови Сад и запроси је. |                    |                                          |                      |                 |                 |
| 101 | 12                 | "Прстен је спреман"                      | Небојша Радосављевић | Марко Бацковић  | 21. март 2017.  |
| Методије, Риста, Шоне и Касија одлазе у Нови Сад у неочекивану посету Еви. Методије је спремио прстен и спреман је да запроси Еву. Сретен, на наговор пријатеља, покушава да сексуално задовољи Лилу, али ускоро остаје без снаге да било шта уради. Тереза, Гојко и пријатељи су ухваћени у провали школе у жељи да украду решења тестова и сада их очекују казне. |                    |                                          |                      |                 |                 |
| 102 | 13                 | "Шпијунажа"                              | Сузана Пурковић      | Марко Бацковић  | 24. март 2017.  |
| Након што је сломио ногу у спаваћој соби, Сретен је приморан да остане у болници и позива Језду да се усели у његову кућу и помогне Лили са децом. Језда почиње да шпијунира Лилу што ће довести до нових невоља. Методије је и даље у депресији због Еве. Језда сумња да Лила вара Сретена са бившим мужем и учиниће све да докаже своје тврдње. |                    |                                          |                      |                 |                 |
| 103 | 14                 | "Писмо од Еве"                           | Сузана Пурковић      | Марко Бацковић  | 27. март 2017.  |
| Методије добија писмо од Еве које случајно проналази Лила и погрешно протумачи што ће унети хаос у породицу Синђелић и нове проблеме у већ затегнутим односима међу укућанима када Лила посумња да је Ева трудна. Коља жели да се докаже у школи тиме што ће правити несташлуке, али приликом једне несмотрене шале послаће Јефимију у болницу. |                    |                                          |                      |                 |                 |
| 104 | 15                 | "Излог секси-шопа"                       | Сузана Пурковић      | Марко Бацковић  | 28. март 2017.  |
| Сретен је и даље у болници. Језда схвата да му је потребна помоћ у кафани. У госте долази Лилина другарица Софија, која је веома атрактивна за своје године. С' обзиром да ју је муж недавно преварио, потребна јој је утеха. Гојко и Тереза су са другарима разбили прозор секси-шопа и успели да побегну. Ствари се компликују када их власник пронађе и тражи да надокнаде штету. Гојко има генијалан план како да скупе новац, али да ли ће им то поћи за руком? Методије је тужан због тога што му се Ева не јавља. Федор хоће да докаже сину и околини да у животу не треба да их воде само страсти, па избегава односе са Николином, што ће код ње изазвати лавину сумњи. |                    |                                          |                      |                 |                 |
| 105 | 16                 | "Методије на жеравици: Шта ће Ева рећи?" | Сузана Пурковић      | Марија Гојковић | 29. март 2017.  |
| Федор упада у све већи проблем са Николином. Методије и Риста отварају Касијин мејл и остају шокирани када схвате да се Ева смувала са бившим дечком. Риста охрабрује Методија да буде са Софијом. Језда открива дечју превару и истину о разбијеном излогу. Николина и Лила у секси шопу затичу Језду и Федора, да ли ће после тога Федор и Николина успети да изгладе односе. Методије је на корак од тога да поклекне пред Софијиним чарима, Риста сазнаје да Ева није са бившим и покушава да обавести Методије, али је питање да ли ће стићи на време. Ева се враћа из Новог Сада, а Методије ће коначно сазнати да ли ће Ева пристати да се уда за њега или не. |                    |                                          |                      |                 |                 |
| 106 | 17                 | "Рајко на Гојковој мети"                 | Сузана Пурковић      | Марко Бацковић  | 31. март 2017.  |
| Федор коначно убеђује Језду да приђе Јефимији јер је толико очигледно да му се она допада. Даница жели да иде са другарицама на Кубу и запошљава се у кафани, што се никако неће допасти Језди, али без Сретена, свака помоћ је значајна. Гојко и екипа почињу да малтретирају Рајка, што ће приморати Косту да примени нови начин рада у разреду. |                    |                                          |                      |                 |                 |
| 107 | 18                 | "Зар Касију голу на календар"            | Сузана Пурковић      | Марко Бацковић  | 3. април 2017.  |
| Јефимија се двоуми да ли да прихвати Јездину непристојну понуду. Коста прихвата кривицу коју је на њега свалила Рајкова мајка, али ученици стају уз њега желећи да он остане у школи. Анин стриц је у посети код Ане. Риста погрешно схвата њихов излазак са Касијом мислећи да он жели да фотографише нагу Касију за календар и покушаће на све начине да је у томе спречи. |                    |                                          |                      |                 |                 |
| 108 | 19                 | "Терезин поклон на позајмици"            | Небојша Радосављевић | Марија Гојковић | 4. април 2017.  |
| Сретен је још у болници, а Језда се труди да преузме улогу мушкарца у кући Синђелића, али том идејом нико није одушевљен. Ствари се додатно компликују када Тереза од оца добије скупоцен поклон. Она због тога постаје главна "фаца" у школи, а Гојко се тешко мири са тим. Ствари крећу по злу кад Гојко и другари "позајме" апарат који је Тереза добила. Методије ради у кафани, али тај посао му теже пада него што је могао да замисли. Језда је одлучио да запроси Јефимију, а она је схватила да они ипак не могу заједно, хоће ли победити љубав или разум, питање је. |                    |                                          |                      |                 |                 |
| 109 | 20                 | "Потерс за породицу"                     | Небојша Радосављевић | Марија Гојковић | 5. април 2017.  |
| Гојко жели да призна Терези истину, али дечаци имају нови план, "позајмиће" од Косте апарат и спасити ствар. Кад на крају уплету и Федора у целу причу, неће ни слутити да ће им полиција закуцати на врата. Методије попушта у школи, али и даље ради у кафани и тај посао му је напоран, али он не попушта. Кад Риста покуша да му помогне све ће кренути наопако. Језда је пред великим искушењем, судбина његове везе са Јефимијом зависи од њене мајке Анђелије, која му баш и није наклоњена. Сасвим случајно, Лила ће сазнати зашто Методије ради, а разлог ће шокирати целу породицу када на површину исплива његова и Евина тајна. |                    |                                          |                      |                 |                 |
| 110 | 21                 | "Борба за место главног организатора"    | Небојша Радосављевић | Марко Бацковић  | 7. април 2017.  |
| Језда и Даница ће дати све од себе да буду организатори на Методијевом венчању што ће довести до много проблема. Лила и Николина ће покушати да организују школску представу како би прикупиле новчана средства које додељује министарство. Чувши како је Павле главна мушка улога у представи, Тереза ће дати све од себе како би склонила остале глумице у страну и заиграла у представи. Коља има ноћну мору где предвиђа да ће се нешто лоше догодити Терези и моли је да одустане од тога. |                    |                                          |                      |                 |                 |
| 111 | 22                 | "У предвечерје венчања (1. део)"         | Небојша Радосављевић | Марко Бацковић  | 10. април 2017. |
| Федор је од Сретена преузео тренерски меч и предстоји му меч који одлучује о томе да ли екипа испада из лиге. Он ће покушати на све начине да анимира Ристу да да све од себе на тој утакмици. Тереза је опседнута улогом коју је добила у представи, али неће све ићи онако како је она замислила. Даница и Језда и даље воде рат за главног организатора Методијевог венчања. |                    |                                          |                      |                 |                 |
| 112 | 23                 | "У предвечерје венчања (2. део)"         | Небојша Радосављевић | Марко Бацковић  | 11. април 2017. |
| Гојко и Тереза су решили да забележе сваки тренутак припрема за Евино и Методијево венчање. Ипак, на снимцима ће се наћи и много тога што не би требало. Драшко је дошао да са Евом подели срећан тренутак. Да ли је заиста дошао пријатељски или има неки план? Сретен је код куће, али то само уноси додатну нервозу. И док пријатељи припремају момачко вече за Методија, не слуте да су се они Ева посвађали. Коља је изгубио бурме, а Гојко и Тереза ће дати све од себе да му помогну. |                    |                                          |                      |                 |                 |
| 113 | 24                 | "Венчање"                                | Небојша Радосављевић | Марија Гојковић | 12. април 2017. |
| Гојко је уз помоћ другара решио да помогне Кољи, али то решење и није толико паметно. Другари желе да Методију приреде нешто што ће памтити целог живота и не слуте да ће у томе заиста и успети, јер Драшко има идеју, али и тајни паклени план. Док траје журка у кући Синђелића изгледа да Сретен све више губи живце. Када се Ева на дан венчања пробуди са Драшком у кревету, а Методије у другом граду удаљен километрима далеко, поставља се питање да ли ће венчања уопште бити? |                    |                                          |                      |                 |                 |
| 114 | 25                 | "Само је још Лилин стари пријатељ фалио" | Павле Вучковић       | Марко Бацковић  | 14. април 2017. |
| Сретен се вратио кући, међутим, још увек не може да се креће нормално тако да су му сви на услузи. У кућу Синђелића долази Пол, Американац српског порекла који ће унети пометњу када Језда убеди Сретена да између Лиле и њега има нечега. Ана долази да ради као библиотекарка у школи и у њу ће се истог тренутка заљубити и Шоне и Новак. Гојко и екипа у фотошопу дорађују Терези нос и убеђују је да има велики нос због чега она пада у велику депресију. |                    |                                          |                      |                 |                 |
| 115 | 26                 | "Тереза има само једно решење"           | Павле Вучковић       | Марко Бацковић  | 17. април 2017. |
| Ана је бацила око на Новака, али Риста кује другачије планова што ће довести до нових проблема. Пол је запослен у школи као одговорни за спортску недељу тако да то пружа могућност њему и Лили да се приближе једно другом. Тереза инсистира да иде на пластичну операцију носа. |                    |                                          |                      |                 |                 |
| 116 | 27                 | "Сретен и Пол - Рогови у врећи"          | Павле Вучковић       | Марко Бацковић  | 18. април 2017. |
| Сретен је помало нервозан од када је изашао из болнице. Том стању још више доприноси чињеница да у кући борави Пол који је бацио око на Лилу. Лила се труди да постави границе, али јој то све теже полази за руком. Породица Ристић очекује Федоровог оца за кога верују да је утучен јер му је преминула партнерка. Када се деда Федор ст. појави на вратима са младом Немицом, цела породица остаје у шоку је верују да она само жели новац који деда Федор ст. има. |                    |                                          |                      |                 |                 |
| 117 | 28                 | "Брачни бродолом на помолу"              | Павле Вучковић       | Марија Гојковић | 19. април 2017. |
| Федор на све начине покушава да одвоји оца од његове девојке Уте. У породици Ристић има неко коме се млада Немица свиђа, а то је Риста, али да ли су те симпатије прешле дозвољене границе? И како ће се Касија носити са тим? Пол делује као савршени мушкарац, деца га воле, сви су одушевљени, а Сретен се труди да буде пријатељски настројен према Полу, али му баш и не полази за руком. Након Лилиног изласка са Полом ствари почињу да измичу контроли. Да ли је то крај Сретеновог и Лилиног брака? |                    |                                          |                      |                 |                 |
| 118 | 29                 | "Напето у кући Синђелића"                | Павле Вучковић       | Марко Бацковић  | 21. април 2017. |
| Сретен и Лила су у свађи што ће довести до наелектрисане атмосфере у кући. Језда је у потрази за кумом и његов последњи избор је Федор, али ће убрзо схватити да Федор доноси несрећу па ће на све начине покушати да му каже да се предомислио што неће бити лако. Гојко је сведок Павлове преваре и на све начине ће покушати да Терези докаже своје тврдње. |                    |                                          |                      |                 |                 |
| 119 | 30                 | "Свадба"                                 | Павле Вучковић       | Марко Бацковић  | 24. април 2017. |
| Сретен све више пати за Лилом од разлаза и покушава да нађе разлоге у себи. Јефимија и Језда су заузети око коначних припрема за венчање. Највећи проблем је пронаћи кума. Гојко и даље покушава да докаже Павлову превару и коначно преиспитује своја осећања према Терези. |                    |                                          |                      |                 |                 |
| 120 | 31                 | "Распад"                                 | Сузана Пурковић      | Марко Бацковић  | 25. април 2017. |
| Сретен је очајан јер Лила није ту и забранио је да се њено име изговара у кући. Неочекивани гост ће се појавити на вратима. Након неколико месеци проведених у Новом Саду, Методије се враћа кући, али нико не зна прави разлог његовог повратка. Лила размишља да се пресели у Нови Сад, али иако одлучна, не наилази на подршку какву је очекивала. Тереза и Гојко су очајни. Тереза жели да остане у Београду. Федор говори Сретену да Лила жели да се помири са њим, што ће Сретену дати наду, али кад сазна истину, сломиће се. Риста је смувао девојку по имену Елена, али невоља следи уколико Касија сазна за то. Федор и Језда одводе Сретена на село код старих пријатеља. |                    |                                          |                      |                 |                 |
| 121 | 32                 | "Растанак"                               | Сузана Пурковић      | Марко Бацковић  | 26. април 2017. |
| Ђаци и колеге су Лили припремили изненађење за растанак. Елена прогања Ристу. Како би "спасио" Ристу, Методије ће бити приморан да поново пољуби Касију, што ће изазвати бурну реакцију код ње. Језда и Федор покушавају да зближе Сретена и Ангелину која је одувек била заљубљена у њега. Касија саопштава Ристи да ју је Методије пољубио и он је приморан да због тога нападне Методије како би прикрио праву истину. Лили се мешају сећања и осећања. Једна посета кући Синђелића можда промени њену одлуку. Ангелина узима ствари у своје руке, и док Језди и Федору делује као да све иде по плану, ситуација се компликује када Ангелинин момак схвати шта се дешава. Поставља се питање да ли ће извући живу главу када он полуди. |                    |                                          |                      |                 |                 |
| 122 | 33                 | "Пријатељски односи"                     | Сузана Пурковић      | Марко Бацковић  | 28. април 2017. |
| Нова ученица у разреду изненадиће многе, а посебно Ристу. Сретен има проблема кад год види Лилу и тражи помоћ од Гвоздена, новог психолога. Гојко почиње да буде љубоморан и губи самопоуздање. Гојко прави грешке и он и Тереза терају инат једно другом. Касија и Елена постају блиске другарица и то слути да се спрема велика невоља. Риста мора да се суочи са својим поступцима. Лила и Сретен се труде да имају пријатељске односе. |                    |                                          |                      |                 |                 |
| 123 | 34                 | "Шок"                                    | Сузана Пурковић      | Марија Гојковић | 1. мај 2017.    |
| Риста долази кући, а тамо га чека непријатно изненађење, Елена. Лила се интересује за Сретеново здравље. Језда "пада" под Федоров утицај и саопштава Лили да је Сретен тешко болестан. Она је очајна. Сретен се труди да се држи савета које му је Гвозден дао, али не иде све тако лако. Вест о Сретеновом лошем здравственом стању се полако шири. Гојка и даље муче сумње и несигурност. Лила и Сретен откривају истину о Јездиној и Федоровој завери. |                    |                                          |                      |                 |                 |
| 124 | 35                 | "Како вратити Лилу?"                     | Сузана Пурковић      | Марко Бацковић  | 2. мај 2017.    |
| Коља слави рођендан и пред свима изговара жељу да се Лила и Сретен помире. Гвозден говори Сретену да мора да се мења ако хоће да врати Лилу и Сретен улази у свет метросексуалаца што ће, наравно, довести до подсмеха код Федора и Језде. Језда и даље има проблема са Јефимијом и првим сексом који још увек нису имали. Гојко и Тереза се труде да раскринкају Ристину превару коју је начинио са Терезом. |                    |                                          |                      |                 |                 |
| 125 | 36                 | "Кратак спој"                            | Сузана Пурковић      | Марко Бацковић  | 3. мај 2017.    |
| Језда и Федор су коначно успели да отерају Јефимијину мајку из куће тако да Језда може поново да се сконцентрише на свој сексуални живот. Сретен ради на себи, иде у спа, депилира се, што ће у Федору појачати жељу да му се подсмева. Касија коначно сазнаје за Ристину прељубу и међу њима долази до жестоке свађе. |                    |                                          |                      |                 |                 |
| 126 | 37                 | "Суша, јубилеј и веза"                   | Александар Јанковић  | Марко Бацковић  | 5. мај 2017.    |
| Језда почиње да добија психичке проблеме због ситуације са Јефимијом. Касија саопштава Ристи да је међу њима дефинитивно готово. Тереза и Гојко се труде да исправе своју грешку која је довела до њиховог раскида. Сретенова генерација има годишњицу матуре, али он не жели да оде на њу јер сматра да ће бити исмејан због раскида са Лилом. |                    |                                          |                      |                 |                 |
| 127 | 38                 | "Под хипнозом"                           | Александар Јанковић  | Марко Бацковић  | 8. мај 2017.    |
| Сретен покушава да докаже свима да га не занима са киме ће Лила да изађе, али балкански менталитет је јачи од њега, па ће се он на све начине борити да задржи Лилу за себе. Риста жели да буде веран Касији и тражи помоћ стручњака, али он није једини. Јефимија и Језда одлазе код Гвоздена како би уз помоћ хипнозе пробали да сазнају у чему је проблем. |                    |                                          |                      |                 |                 |
| 128 | 39                 | "Пријатељски за Лилу?"                   | Александар Јанковић  | Марија Гојковић | 9. мај 2017.    |
| Лила и Николина проводе пуно времена заједно, а Федору то почиње да смета јер не проводи време са Николином онако како би он желео. Лила и Сретен се труде да имају нормалне односе и комуникацију. Сретен покушава да докаже да држи ситуацију под контролом. Федор и Језда долазе на идеју да покваре грејање у стану и на тај начин отерају Лилу из Федоровог и Николининог стана. Кад почну да мајсторишу настаје велики проблем који морају да реше, а да Николина то не сазна. Риста тера Методије да му напише песму за Касију. И Тереза има разлог да се љути на Гојка. Лила долази да спава код Сретена јер се прехладила. Да ли је то нова шанса за њих или пријатељска помоћ? |                    |                                          |                      |                 |                 |
| 129 | 40                 | "Да обрнемо још један круг"              | Александар Јанковић  | Марија Гојковић | 10. мај 2017.   |
| Касија је пронашла Ристино писмо? Да ли ће то испунити Ристина очекивања. Гојка занима како изгледа "први пут". Сретен покушава да добије Гвоздена како би са њим поделио своје дилеме. Кад не успе да се чује са њим, своју "муку" ће поделити са Рокијем говорећи да му је пријатељ у проблему, а Роки ће га посаветовати. Кад су у стан Ристића дошли мајстори како би поправили квар, ствари почињу да измичу контроли. Сретен и Лила су све блискији. Једног тренутка су се пољубили, али се Лила повукла. Нова патња, нове наде и страхови су поново пред њима. Федор мора да се искупи за глупост коју је направио, а Николина зна и како. |                    |                                          |                      |                 |                 |
| 130 | 41                 | "Самци и самице"                         | Александар Јанковић  | Марко Бацковић  | 12. мај 2017.   |
| Једне обичне вечери у породицу Синђелић стиже слика на којој је Сретенов и Јездин отац. Сви су дирнути. Федор наговара Сретена да се промени и да треба да изађе. Непријатна вест за Језду, Анђелија је дошла у посету, и не само то, дошла је да обавести Јефимију да јој брат Данко долази у посету. Методије, Риста, Шоне и Новак се спремају за викенд у природи. Са собом ће повести и Елену и Касију, али Гојко, Тереза и Коља им се "уваљују" да иду са њима. Јефимијин брат је управо стигао и, за разлику од Јефимије и Анђелије, Језда ће брзо схватити какав је Данко. |                    |                                          |                      |                 |                 |
| 131 | 42                 | "Ударна вест"                            | Александар Јанковић  | Марија Гојковић | 15. мај 2017.   |
| Друштво стиже у природу, али ће тамо уследити многа изненађења. Језда је љут на Рокија и заједно са Федором размишља ко би могао да украде слику. Федор наваљује да Сретен треба да излази и да да прилику другој жени. Николина сумња да је Федор вара и тешко се носи са тим. Када оде у град са Лилом, постоји могућност да ухвате Федора и Сретена у непријатној ситуацији. У кафану упадају силеџије које почињу да прете Језди и клупко се полако одмотава. У кућу у природи стиже изненађење - Ева. Оно што има да каже изненадиће све, а посебно Методија. Ева је добила стипендију у Француској и пресрећна је. Методије је тужан. Да ли је то заиста крај њихове љубави? |                    |                                          |                      |                 |                 |
| 132 | 43                 | "Још једна ударна вест"                  | Милан Тодоровић      | Марија Гојковић | 16. мај 2017.   |
| У кућу Синђелића долази Марко, брат из Италије који ће добрано продрмати животе укућана. Јефимијин рођени брат Данко се запошљава код Федора у радионици. Језда не жели да Јефимија сазна да он није онакав као што се представља. Данко ће се набацивати Лили што ће довести до нових проблема између Лиле и Сретена. Гојко ће слагати другаре да је спавао са Терезом што ће проузроковати велике проблеме за Терезу. |                    |                                          |                      |                 |                 |
| 133 | 44                 | "Састанак са Данком"                     | Милан Тодоровић      | Марија Гојковић | 17. мај 2017.   |
| Лила ће из ината прихватити Данкову понуду за ручак како би напакостила Федору и Језди који то желе да спрече. Гојко схвата да је погрешио и урадиће све како би се извинио Терези. Федор моли Николину да остави Ристу самог код куће како би се помирио са Касијом, али ту ће се јавити нови проблем на који Риста није очекивао. |                    |                                          |                      |                 |                 |
| 134 | 45                 | "Гвозденова тајна"                       | Милан Тодоровић      | Марија Гојковић | 19. мај 2017.   |
| У току је недеља борбе против пушења, а Лила и Николина ће направити опкладу која има јачи карактер и која ће оставити пушење. Гвозден остаје без партнера и обелодањује да је педер. Сретен и остали ће учинити све како би му помогли да врате партнера. Риста и даље пати за Касијом и проналази нови начин како да и даље буде са њом. Наравно опет ће све кренути нежељеним током. |                    |                                          |                      |                 |                 |
| 135 | 46                 | "Како вратити љубав?"                    | Милан Тодоровић      | Марко Бацковић  | 22. мај 2017.   |
| Риста тражи савете од великог љубавника Марка како би вратио Касију. Суочени са тиме да је њихов пријатељ Гвозден геј, Сретен, Језда и Данко ће пронаћи његовог бившег момка како би га убедили да се врати Гвоздену. Када то не успе, они ће направити још један корак даље. Николина постаје још нервознија без цигарета, а посебно је иритира то што не добија подршку од својих најближих. |                    |                                          |                      |                 |                 |
| 136 | 47                 | "Светлана"                               | Милан Тодоровић      | Марко Бацковић  | 23. мај 2017.   |
| Риста упознаје Еленине родитеље и испоставља се да је њен отац спортски управник што ће подгрејати Ристину замисао о каријери. Лила и Николина упознају господина који им плаћа пиће на концерту, међутим, у целу причу упада Даница која почиње да се виђа са дотичним што код Лиле изазива љубомору. Федорова сестра Светлана долази након неколико година одсуства и уноси семе раздора између Федора и Николине, али и нервозу код Федора када Данко почиње да се занима за њу. |                    |                                          |                      |                 |                 |
| 137 | 48                 | "Глава у облацима"                       | Милан Тодоровић      | Марко Бацковић  | 24. мај 2017.   |
| Риста је у својој глави већ спортски менаџер, што даје идеју Шонету да направи епску шалу на његов рачун. Светлана је привремено смештена код Сретена у кући. Чашица разговора код две усамљене одрасле особе ће направити непоправљиву штету. Даница добија понуду да живи у Буенос Аиресу са Миодрагом. |                    |                                          |                      |                 |                 |
| 138 | 49                 | "Раздвојити Светлану и Сретена"          | Александар Јанковић  | Марија Гојковић | 26. мај 2017.   |
| Светлана покушава на све начине да се приближи Сретену. Пошто обожава да пева, Данко јој обећава да ће јој помоћи да направи каријеру и да ће од ње да направи велику звезду. Јефимија је забринута јер није трудна. Њено понашање постаје слободније што изненађује Лилу и Николину. Светлана нервира све укућане својим понашањем. Када у кући угледа Лилу, потпуно полуди. Риста, Касија и екипа желе да иду на посебно путовање, али немају новац. У потрази за послом наилазе на веома необичне понуде. Гојко уводи Светлану у погрешне ситуације тако што јој даје погрешне савете у вези Сретена. Данко формира бенд. Светлана ће да пева, а Риста и екипа ће да свирају и да зараде новац за путовање. Гојко и Коља су решени да раздвоје по сваку цену Сретена и Светлану. |                    |                                          |                      |                 |                 |
| 139 | 50                 | "Живот или смрт"                         | Александар Јанковић  | Марија Гојковић | 29. мај 2017.   |
| Језда је помало љут на Сретена. Даница одлучује да помогне Језди и одлази са њим у књижару да купи потребну литературу. Бенд се спрема за наступ, али не иде све по плану. Касија је љута на Елену. Светлана избацује Лилу из куће што ће разбеснети Сретена и натерати га да отера њу из куће. Када се Светлана нађе на крову зграде и запрети да ће се убити, Сретен ће се наћи пред новом дилемом и биће принуђен да уради све како се Светлана не би бацила. |                    |                                          |                      |                 |                 |
| 140 | 51                 | "Између две ватре"                       | Александар Јанковић  | Марија Гојковић | 30. мај 2017.   |
| Светлана саопштава деци да ју је Сретен запросио. Гојка и Кољу растужује та вест. Иако је рано јутро, Светлана и бенд снимају демо снимак у кући Синђелића. Николина се спрема за конгрес. Гојко одлази да моли Лилу да разговара са Сретеном и саопштава јој вест. Риста, Касија и другари "хватају" Николу у врло необичној ситуацији и остају шокирани. Сретен је у страху да се Светлана не убије, али ипак обећава Лили да ће је оставити. У школу долази Инес која држи часове плеса, а Данко остаје очаран њеним изгледом. Федорој и Светланиној куми је лоше и они морају на село како би је видели. |                    |                                          |                      |                 |                 |
| 141 | 52                 | "Сплетка"                                | Александар Јанковић  | Марија Гојковић | 31. мај 2017.   |
| Николина се враћа са конгреса и њено понашање постаје чудно што Лила примећује. Светлана, Сретен, Језда и Федор долазе у посету куми која је на самрти. Кума је срећна што ће упознати Светланиног мужа. Као последњу жељу изрази да јој се он закуне да ће је венчати. Лила наилази у том тренутку са Николином и чује то. Деба се заљубио у Инес, а Данко инсистира на сарадњи с' њом, али Инес спрема са Касијом и Еленом заверу. Лила љуби Сретена како би спречила са закаже венчање са Светланом што ће изазвати огроман бес међу родбином. |                    |                                          |                      |                 |                 |
| 142 | 53                 | "Лилин пољубац"                          | Александар Јанковић  | Марија Гојковић | 2. јун 2017.    |
| Сретен не престаје да размишља о Лилином пољупцу. Николина је неодлучна. Са једне стране жели да задржи брак, али са друге не може да одоли мушкарцу ког је упознала на конгресу. Таман кад су Риста, Касија и другари скупили новац, неко је успео да га изгуби, али питање је ко и где се новац налази? Федор је забринут због свог односа са Николином. Пошто им је ускоро годишњица, Федор ће спремити изненађење, а Сретен ће му помоћи. Елена, Касија, Риста и Никола иду на Академију уметности да зараде новац, али изненађења следе и то непријатна. |                    |                                          |                      |                 |                 |
| 143 | 54                 | "Тренутак истине"                        | Александар Јанковић  | Марија Гојковић | 5. јун 2017.    |
| Ђорђе не престаје да обасипа Николину пажњом. Сретен помаже Федору да обрадује Николину за годишњицу. Када Лила сазна за то, принуђена је да каже Сретену истину. Станислава долази на академију и открива истину о Николи. Сретен ће покушати да Федору каже за превару, али нема срца, ипак је Николина та која ће морати да му саопшти сурову истину какву не очекује. Хоће ли остати са Федором или прихватити понуду и отићи са Ђорђем? Касија је схватила да је погрешила и да је новац код ње, али ће то покушати да сакрије. Сретен и Лила узимају једну собу за себе у мотелу. |                    |                                          |                      |                 |                 |
| 144 | 55                 | "Распад и помирење"                      | Сузана Пурковић      | Марија Гојковић | 6. јун 2017.    |
| Лила се враћа у кућу Синђелића, али овог пута она и Сретен желе да иду полако да не би нешто покварили. Деца су она која ће из све снаге подржати ту новост, али, с' друге стране, Светлана саопштава Сретену да је трудна са њим. Федоров брак се распада, али Риста је онај који ће покушати да извуче Федора из депресије. На вратима куће Синђелића се појављује Дарио, плаћени убица из Италије који даје Николи 24 сата да пође са њим у Италију и исправи оно што је тамо урадио. |                    |                                          |                      |                 |                 |
| 145 | 56                 | "Бекство од стварности"                  | Сузана Пурковић      | Марија Гојковић | 7. јун 2017.    |
| Федор води Николину на салаш како би сачувао брак, али ту долази и Сретен са Лилом желећи да побегне од распомамљене Светлане која жели да Лила сазна да она носи Сретеново дете. Никола и Шоне на све начине покушавају да убеде Рокија да он оде у Италију уместо њега. |                    |                                          |                      |                 |                 |
| 146 | 57                 | "Оде Николина (1. део)"                  | Сузана Пурковић      | Марко Бацковић  | 9. јун 2017.    |
| Федор на све начине покушава да заборави на развод са Николином што оптерећује остале. Деца добијају тровање и спречавају Сретена и Лилу да проведу цео дан у кревету. Језда и Јефимија долазе код Синђелића намеравајући да се ту задрже неколико дана док се код њих у стану не поправи цев која је пукла. Риста је у депресији због мајке која их је оставила и губи занимање за жене. |                    |                                          |                      |                 |                 |
| 147 | 58                 | "Оде Николина (2. део)"                  | Сузана Пурковић      | Марко Бацковић  | 12. јун 2017.   |
| Федор и даље на силу покушава да анимира све око себе лажним оптимизмом. Светлана и Данко почињу да се виђају. Јефимија наваљује да она и Језда оду на преглед код лекара и како би утврдили у коме је проблем што не могу да имају децу. Касија на све начине покушава да извуче Ристу из депресије. |                    |                                          |                      |                 |                 |
| 148 | 59                 | "Пут за Варшаву"                         | Сузана Пурковић      | Марко Бацковић  | 13. јун 2017.   |
| Федор и даље покушава да буде еуфорично срећан и да заборави на развод. Доноси деци поклоне међу којима је и скејт са кога ће Гојко пасти и повредити се. Тереза жели да поклони Гојку нешто за рођендан, али он сумња да она има везу са Ристом и постаје опасно љубоморан. Сретен покушава да пронађе стручну помоћ за Федора чије понашање почиње да га брине. Касија и Риста су опет заједно, али Касија има проблема код куће и почиње да тражи стан у коме би живела. Након што је Јефимија имала удес са познатом ауто звездом, Федор склапа пријатељство са њим и добија карте за ауто трке у Варшави. |                    |                                          |                      |                 |                 |
| 149 | 60                 | "На путу за Варшаву"                     | Сузана Пурковић      | Марко Бацковић  | 14. јун 2017.   |
| Федор је наговорио Језду и Сретена да пођу са њим на пут за Пољску, али на путу улазе у непредвиђене проблеме. Данко користи одсуство Језда и заказује Светлани наступ који ће довести до катастрофе. Риста, Касија и Шоне су принуђени да раде у кафани како би употпунили свој буџет. |                    |                                          |                      |                 |                 |
| 150 | 61                 | "Полицијске и друге игре"                | Александар Јанковић  | Марија Гојковић | 16. јун 2017.   |
| Језда и Јефимија дочекују госте, Сретена, Лилу и Федора и са задовољством им показују како су опремили кућу. Лила није одушевљена, али се труди да то прикрије, мада јој не полази за руком. Касија је отишла од куће јер се посвађала са оцем и долази код Синђелића. У школу долази инспектор и захтева да се изабере нови директор пошто Николина више није ту. Лила предлаже да то буде Јефимија, а Јефимија да то буде Лила. Касијин отац довози полицијски ауто код Федора у радионицу, а Касија и Риста траже стан. Федор машта да је полицајац, али да ли је то стварно? Лила и Јефимија одлучују да се кандидују за директора школе што ће неочекивано направити проблем. |                    |                                          |                      |                 |                 |
| 151 | 62                 | "Осамостаљени"                           | Александар Јанковић  | Марија Гојковић | 19. јун 2017.   |
| Федор је наговорио Језду и Сретена да пођу са њим на пут за Пољску, али на путу улазе у непредвиђене проблеме. Данко користи одсуство Језда и заказује Светлани наступ који ће довести до катастрофе. Риста, Касија и Шоне су принуђени да раде у кафани како би употпунили свој буџет. |                    |                                          |                      |                 |                 |
| 152 | 63                 | "Федор и Федор"                          | Александар Јанковић  | Марија Гојковић | 20. јун 2017.   |
| Федор се након растанка од Николине понаша неодговорно и као момак. Сретен је забринут за њега и заједно са Јездом тражи помоћ од Гвоздена. Јефимија је очајна што не може да има дете, а Језда се не придржава дијете нити здравог начина живота и све време лаже Јефимију. Светлана има проблем са првим комшијама. Риста, Елена, Шоне и Касија такође ратују са комшиницом. Они и не слуте да заправо живе стан до стана. Светлана долази на замисао да Јефимија оде у банку сперме. Сретен и Језда слушају Гвозденов савет и одлучују да "помогну" Федору. Уз помоћ Рокија Федору подмећу фотомонтажу на којој је Николина. Федор све време са собом носи рибицу којој је дао име Федор. |                    |                                          |                      |                 |                 |
| 153 | 64                 | "Рат и мир"                              | Александар Јанковић  | Марија Гојковић | 21. јун 2017.   |
| Таман кад делује да ће се ствари смирити, Касија најављује "рат" комшиници. Јефимија саопштава Гвоздену да жели његово дете. Језда и Сретен излазе у ресторан са Федором и намештају сусрет са Павлом који треба да изиграва Николининог дечка. Ствари измичу контроли када се појаве Лила и Дени, а Федор и Павле се спријатеље. Сретен, под утицајем Лиле, избацује Федора из куће. Односи између Језде и Јефимије су се закомпликовали јер је Језда напао Гвоздена, У Светланином стану избија пожар захваљујући Шонетовој "шали". Риста и Касија схватају да им је прва комшиница заправо Светлана. |                    |                                          |                      |                 |                 |
| 154 | 65                 | "Како су се упознали Сретен и Лила"      | Александар Јанковић  | Марија Гојковић | 23. јун 2017.   |
| Коља има домаћи задатак - треба да напише како су се Лила и Сретен заволели. Како је Сретен рекао да је то са Лилом била љубав на први поглед, а Лила да јој се допао Федор, настаје општа пометња. Јефимија почиње да се опушта поред Језда, али то њему почиње да смета. Како је у једном тренутку споменула да јој се допада Трамп, Језда одлучује да постане као он и тражи помоћ од Дени. Сретен све више постаје несигуран и тражи помоћ од Гвоздена. Светлана избацује Данка из стана и он се усељава код Ристе, и не само то, он проналази и посао Ристи, и то посао манекена. Фарбање косе, депилација, креме су само почетак онога што очекује Ристу. |                    |                                          |                      |                 |                 |
| 155 | 66                 | "Манекен"                                | Александар Јанковић  | Марија Гојковић | 26. јун 2017.   |
| На вечеру код Јефимије и Језде долази протојереј. Језда се труди да остави добар утисак, а Јефимија да буде опуштена. То вече које треба да буде у срдачној атмосфери претвара се у свађу између Језде и Јефимије. Сретен има своје муке и сумње које се труди да сакрије. Данко обучава Ристу како да заблиста на ревији. Ипак, уместо да заблиста, Риста ће доживети прави крах. |                    |                                          |                      |                 |                 |
| 156 | 67                 | "Психологија (1. део)"                   | Александар Јанковић  | Марко Бацковић  | 27. јун 2017.   |
| Сретен се уписао на течај из психологије и потпуно се посветио томе. Федор се заљубљује у жену којој се покварио ауто. Испоставља се да је она Сретенова професорка психологије што ће довести до низа комичних ситуација. Шоне доводи свог друга који треба да полаже испит за ватрогасца и у њега се Касија у истом тренутку заљубљује. Данко покушава да помогне Ристи и осујети ту везу. Језда је најављен сређивањем кафане због најављене посете инспектора. |                    |                                          |                      |                 |                 |
| 157 | 68                 | "Психологија (2. део)"                   | Александар Јанковић  | Марко Бацковић  | 30. јун 2017.   |
| Сретен схвата да полагање испита није тако лако како је он замишљао. Остали га бодре, а Федор у његовом студирању види прилику да се приближи професорки која му се допада. Риста је у депресији јер веза између Касије и Немање напредује. Даница и Језда ће игром случаја упасти у сцену коју ће Јефимија протумачити као прељубу, што ће довести до нових проблема. |                    |                                          |                      |                 |                 |
| 158 | 69                 | "Људи и презервативи"                    | Александар Јанковић  | Марија Гојковић | 1. јул 2017.    |
| Сретен је пао на испиту и због тога се лоше осећа. Лила му нуди помоћ у учењу. У Федорову радионицу долази привлачна млада девојка Ники која на први поглед оставља утисак на њега. Односи између Гојка и Терезе не иду баш како треба. Хоће ли успети да превазиђу препреке? Ни Лили ни Сретену не иде учење како су планирали. Можда је то нови повод за сукоб. Ники и Федор су изашли, а Данко зна ко је она. Ники није обична млада и лепа девојка, већ постоји велика тајанственост у вези њеног живота. Хоће ли Федор моћи то да прихвати? |                    |                                          |                      |                 |                 |
| 159 | 70                 | "Епилог"                                 | Александар Јанковић  | Марија Гојковић | 2. јул 2017.    |
| Гојко и Тереза се договарају да ураде "оно". Федор се прави да му је занимање од Ники потпуно у реду и да је он модерних схватања. Док га Сретен подржава, остали се шале на његов рачун. Инес долази код Касије и Ристе и позива цело друштво на концерт. И Тереза би да иде док Гојко има друге ствари на уму. Федор покушава да се избори сам са собом, али му не полази за руком. Иако му је тешко, одлучује да остави Ники. Сретен успешно пролази испит и сви су срећни. Гојко и Тереза раскидају и обоје пате због тога. Да ли је то крај њихове везе заувек? Методије и Ева најављују вести преко видео-везе мобилним. |                    |                                          |                      |                 |                 |

## Филмска екипа
- Извршни продуцент: Сретен Јовановић
- Продуцент: Горан Стаменковић
- Адаптација сценарија: Милан Коњевић 
 Марко Бацковић 
 Марија Гојковић
- Помоћник редитеља: Срђан Микић
- Монтажа: Дејан Луковић 
 Немања Радић 
 Гаврило Јовановић 
 Немања Рачић
- Директор фотографије: Миодраг Трајковић 
 Дејан Трајковић 
 Владимир Марковић 
 Дарко Станојев
- Сценографија: Јана Кратовац 
 Катарина Плавша 
 Михајло Мосеску
- Костим: Јелена Здравковић
- Режија: Сузана Пурковић 
 Небојша Радосављевић 
 Владимир Лазић 
 Милан Тодоровић 
 Александар Јанковић

## Напомена
1. ↑  Епизода Људи и кондоми је емитована у суботу 1. јула 2017. године у 21:00 ч.
2. ↑  Епизода Епилог је емитована у недељу 2. јула 2017. године у 21:00 ч.